# Associação Nacional dos Analistas e Especialistas em Infraestrutura
A Associação Nacional dos Analistas e Especialistas em Infraestrutura (ANEInfra) é uma associação brasileira sediada na capital federal, Brasília.
Foi fundada a 6 de novembro de 2008 e tem como objetivos maiores congregar os Analistas de Infraestrutura e Especialistas em Infraestrutura Sênior, carreiras criadas em 2007 através da Lei nº 11.539/2007 e a consolidação e divulgação destas profissões.
As tarefas dos profissionais consistem em auxiliar na formulação de políticas públicas, planejar, coordenar, fiscalizar e oferecer assistência técnica na execução de projetos relativos à realização de obras de infraestrutura de grande porte.
Complementarmente, a associação tem como objetivos a promoção do debate técnico, a integração dos planos e infraestrutura, a manutenção e a modernização e ampliação sustentável dos setores de transportes, energia, saneamento, exploração de recursos naturais e comunicações. Também normaliza a elaboração de normas para a execução de projectos e obras de infraestrutura de elevado investimento, complexidade e interesse nacional, assimo como a fiscalização das mesmas.